# 小野薬品工業
小野薬品工業株式会社（おのやくひんこうぎょう、ONO PHARMACEUTICAL CO., LTD.）は、大阪府大阪市中央区に本社を置く日本の製薬会社である。

## 会社概要
主に医家向けの医薬品を専業とする。独自の創薬事業による開発・販売を一貫して行うことで、非常に高い利益率を誇る。

### 研究所
- 水無瀬研究所（大阪府島本町）
- 福井研究所（福井県坂井市）
- 筑波研究所（茨城県つくば市）

### 工場等
- フジヤマ工場（静岡県富士宮市）
- 山口工場（山口県山口市）
- 城東製品開発センター（大阪市）

## 沿革
- 1717年（享保2年）‐ 初代小野市兵衛が道修町において、伏見屋市兵衛の屋号のもとに薬種仲買人として創業。
- 1918年（大正7年）- 東洋製薬化成株式会社設立。（現・連結子会社）
- 1934年（昭和9年）- 資本金16万円の合名会社小野市兵衞商店に改組する。
- 1947年（昭和22年）- 商店の医薬品製造部門として日本有機化工株式会社[注 1]、注射アンプル等医薬用硝子資材部門として日本理化学工業株式会社を設立。
- 1948年（昭和23年）- 日本有機化工を小野薬品工業株式会社と改称し、日本理化学工業を解散する。
- 1949年（昭和24年）- 合名会社小野市兵衞商店を吸収合併し、製造販売部門の一本化を図る。
- 1962年（昭和37年）- 大阪証券取引所市場第二部に株式を上場。
- 1963年（昭和38年）- 東京証券取引所市場第二部に株式を上場。
- 1969年（昭和44年）- 東京・大阪各証券取引所市場第一部に指定替え。
- 2003年（平成15年）- 本社機能を大阪市中央区久太郎町に移転。
- 2018年（平成30年）- 東京ビル竣工[注 2]。
- 2019年（平成31年）- 山口工場完成。
- 2021年（令和3年）- 小野薬品ヘルスケア株式会社設立。

## 販売している製品

### 医療用医薬品
- コララン（一般名：イバブラジン）- 慢性心不全治療薬、HCNチャネル遮断薬
- フォシーガ（一般名：ダパグリフロジン）- 2型糖尿病治療薬、SGLT-2阻害剤
- グラクティブ（一般名：シタグリプチンリン酸塩水和物）- 2型糖尿病治療薬、DPP-4阻害剤
- リバスタッチパッチ（一般名：リバスチグミン）- アルツハイマー型認知症治療剤、コリンエステラーゼ阻害薬
- オノアクト（一般名：ランジオロール塩酸塩）- β阻害剤
- エラスポール（一般名：シベレスタットナトリウム水和物）- 全身性炎症反応症候群に伴う急性肺障害改善薬、好中球エラスターゼ阻害剤
- キネダック（一般名：エパルレスタット）- 糖尿病性末梢神経障害に伴う自覚症状（しびれ感、疼痛、振動覚異常、心拍変動異常の改善）、アルドース還元酵素阻害剤
- フオイパン（一般名：カモスタットメシル酸塩）- 慢性膵炎における急性症状の緩和、術後逆流性食道炎治療薬、経口蛋白分解酵素阻害剤
- オノン（一般名：プランルカスト水和物）- 気管支喘息治療薬、アレルギー性鼻炎治療薬、ロイコトリエン拮抗剤
- オパルモン（一般名：リマプロスト アルファデクス）- 経口プロスタグランジンE1 (PGE1) 誘導体製剤
- オレンシア（一般名：アバタセプト）- 関節リウマチ治療薬、T細胞選択的共刺激調節剤、ブリストル・マイヤーズと共同販売
- オプジーボ（一般名：ニボルマブ） - 悪性黒色腫、非小細胞肺癌、腎細胞癌、古典的ホジキンリンパ腫、頭頸部癌、胃癌、悪性胸膜中皮腫治療薬、PD-1阻害剤

### 健康食品・機能性表示食品（子会社の小野薬品ヘルスケアが販売）
- レムウェル （睡眠改善用DHA・EPA・DAGE配合サプリメント）- マルハニチロと共同開発

### かつての製品

#### 一般用医薬品（撤退済み）
- エフビタン（ビタミン剤）
- タフマック（胃腸薬、現在は医療用医薬品に転換）
- リキホルモ（滋養強壮剤）
- アテロ（コレステロール除去薬）
- ピノキオ（子供向け医薬品）- 整腸剤・ビタミン剤・消化薬（消化剤と表記）・駆虫薬が主なラインナップだった

## 薬害
クロロキンによる網膜症
- 1959（昭和34）年頃～1975（昭和50年）年頃に商品名キドラ（クロロキン）抗マラリア薬を海外で長期利用に関し網膜症を引き起こす恐れがしていされていたにもかかわらず腎炎に効果があり副作用は認められないと発売し多数[注 3]の網膜症を引き起こし敗訴している[5][6][7]。

## 関連会社
- オノ・ファーマー・ユーエスエー・インク（米国）
- オノ・ファーマー・ユーケー・リミテッド（英国）
- 韓国小野薬品工業株式会社（韓国）
- 台灣小野藥品工業股份有限公司（台湾）
- 東洋製薬化成株式会社（日本）
- 株式会社ビーブランド・メディコーデンタル（日本）
- 小野薬品ヘルスケア株式会社 - 機能性表示食品を開発[8]。

## スポンサー活動
- かつては一般薬を販売していた当時、1950年代から1960年代にかけて、朝日放送（ABC、現朝日放送テレビ）制作のトーク番組『夫婦善哉』、コメディ番組『スチャラカ社員』の単独提供スポンサーだったこともあり、マスメディアとの関係は深い。
- 『夫婦善哉』の司会で『スチャラカ社員』のレギュラーであったミヤコ蝶々は当時、同社のイメージキャラクターと言える存在だった。

### 現在の提供番組
- 『真相報道 バンキシャ!』（日本テレビ系）
- 『ウェークアップ!』（ytv'制作・日本テレビ系）
- 『TOTOジャパンクラシック』（毎日放送（MBS）制作・TBS系） - 2015年より
- 『Changeの瞬間 〜がんサバイバーストーリー〜』（2020年4月5日 - 、朝日放送ラジオ） - 各界のがんサバイバーが出演するトーク番組[9]。

### 過去の提供番組

#### 一社提供
- 『夫婦善哉』（ABC制作・TBS系） - 番組自体はABCがテレビ朝日系にネットチェンジ後も放送（ネットチェンジ後の時点では他社（永大産業）が提供）
- 『スチャラカ社員』（ABC制作・TBS系）

#### 複数社提供
- 『からだ元気科』（日本テレビ系） - 複数の協賛製薬会社の一社として（日本医師会と共同提供）
- 『サンデーモーニング』（TBS系）
- 『報道特集』（TBS系）
- 『あさチャン!』（TBS系）
- 『大改造!!劇的ビフォーアフター』（ABC制作・テレビ朝日系）
- 『日曜洋画劇場』（テレビ朝日系）
- 『FNNスーパータイム』 （フジテレビ系）
- 『FNNスーパーニュース』（フジテレビ系）
- 『新報道2001』（フジテレビ系）